# Національний фонд гуманітарних наук
Національний фонд гуманітарних наук є державним фондом (фундаційним фінансуванням неприбуткової організації) в Сполучених Штатах для сприяння гуманітарним наукам.

## Історія
Національний фонд гуманітарних наук надає гранти для високоякісних гуманітарних проектів культурним інститутам, таким як музеї, архіви, бібліотеки, коледжі, університетів, державних теле- і радіо- каналів, а також окремих науковців. Заснована в 1965 році під керівництвом Національного фонду мистецтв і гуманітарних наук, до якого також входив Національний фонд мистецтв і пізніше Інститут музейного обслуговування, як захід для збільшення інвестицій в культуру.
Агентство створює стимули для підвищення кваліфікації гуманітарних наук шляхом надання стипендій, які зміцнюють викладання та вивчення гуманітарних наук у школах та коледжах по всій країні, забезпечуючи доступ до культурних та освітніх ресурсів та зміцнюючи інституційну основу гуманітарних наук.
У межах свого мандату в кожному штаті і на території США, агентство підтримує мережу приватних, неприбуткових філіалів, і 56 державних гуманітарних рад (рад) в Сполучених Штатах. Фонд очолює Президент. Поряд з президентством знаходиться Національна рада гуманітарних наук, рада з 26 видатних приватних громадян також призначається президентом і підтверджується Сенатом. Члени Національної ради служать протягом шести стаггерованих років.